# Campeonato Sudamericano 1929
Das Campeonato Sudamericano 1929 war die 12. Auflage der südamerikanischen Kontinentalmeisterschaft im Fußball und fand vom 1. bis 17. November zum vierten Mal in Argentinien statt. Nach einem Jahr Pause aufgrund des olympischen Fußballturniers im Vorjahr trafen wieder vier südamerikanische Mannschaften bei dieser Meisterschaft aufeinander. Die Teams von Brasilien, Chile und Bolivien blieben dem Turnier fern.
Am Austragungsmodus änderte sich nichts, die Meisterschaft wurde wieder im Ligasystem (Jeder gegen Jeden) ausgetragen. Bei Punktgleichheit auf dem ersten Platz war ein Entscheidungsspiel vorgesehen. Die Spiele wurden in Buenos Aires in den Stadien Cancha Alvear y Tagle (Fassungsvermögen rund 40 – 45.000 Zuschauer), dem damaligen Heimstadion von River Plate und im Gasómetro de Boedo (Fassungsvermögen rund 60.000 Zuschauer) im Stadtteil Boedo sowie im Estadio de Independiente (Fassungsvermögen rund 25.000 Zuschauer) in Avellaneda ausgetragen.
Südamerikameister im Jahre 1929 wurde zum vierten Mal Argentinien.

## Spielergebnisse

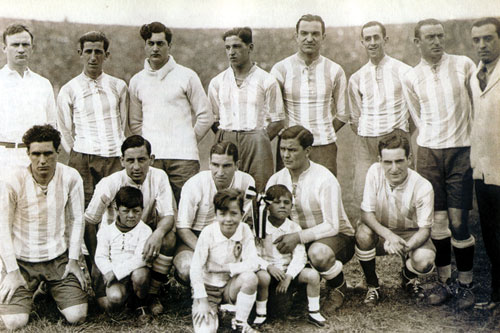
Sieger Argentinien: Hinten: Juan Evaristo, Angel Bossio, Oscar Tarrio, Adolfo Zumelzu, Fernando Paternoster und Rodolfo Orlandini. Vorne: Carlos Peucelle, Antonio Rivarola, Manuel Ferreira, Manuel Seoane und Mario Evaristo.

|                   |   |          |           |
| 1. November 1929  |   |          |           |
| Uruguay           | – | Paraguay | 0:3 (0:1) |
| 3. November 1929  |   |          |           |
| Argentinien       | – | Peru     | 3:0 (2:0) |
| 10. November 1929 |   |          |           |
| Argentinien       | – | Paraguay | 4:1 (2:0) |
| 11. November 1929 |   |          |           |
| Uruguay           | – | Peru     | 4:1 (3:0) |
| 16. November 1929 |   |          |           |
| Paraguay          | – | Peru     | 5:0 (1:0) |
| 17. November 1929 |   |          |           |
| Argentinien       | – | Uruguay  | 2:0 (1:0) |

| Pl. | Land        | Sp. | S | U | N | Tore    | Diff. | Punkte |
| --- | ----------- | --- | - | - | - | ------- | ----- | ------ |
| 1.  | Argentinien | 3   | 3 | 0 | 0 | 009:100 | +8    | 06:0   |
| 2.  | Paraguay    | 3   | 2 | 0 | 1 | 009:400 | +5    | 04:20  |
| 3.  | Uruguay     | 3   | 1 | 0 | 2 | 004:600 | −2    | 02:40  |
| 4.  | Peru        | 3   | 0 | 0 | 3 | 001:120 | −11   | 0:60   |

## Beste Torschützen
| Rang | Spieler            | Tore |
| ---- | ------------------ | ---- |
| 1    | Aurelio González   | 5    |
| 2    | Manuel Ferreira    | 3    |
|      | Diógenes Domínguez | 3    |
|      | Lorenzo Fernández  | 3    |
| 5    | Marino Evaristo    | 2    |
|      | Adolfo Zumelzú     | 2    |

## Mannschaftsaufgebote
Argentinien
Ángel Bossio (Torwart, CA Talleres, Buenos Aires), Roberto Eugenio Cherro (CA Boca Juniors), Alberto Chividini (Central Norte Tucuman), Juan Evaristo (Sportivo Palermo Buenos Aires), Marino Evaristo (Sportivo Palermo Buenos Aires), Manuel Ferreira (Estudiantes de La Plata), Rodolfo Orlandini (Sportivo Buenos Aires), Fernando Paternóster (Racing Club (Avellaneda)), Carlos Desiderio Peucelle (Sportivo Buenos Aires), Juan Antonio Rivarola (Colón Santa Fe), Manuel Seoane (CA Independiente), Oscar Tarrío (San Lorenzo Buenos Aires), Adolfo Bernabé Zumelzú (Sportivo Palermo Buenos Aires)
Trainer: Francisco Olazar und Juan José Tramutola
Argentinien war das überlegene Team bei dieser „Copa“ und wurde zum vierten Mal Südamerikameister. Ein Jahr nach der Niederlage im olympischen Finale von Amsterdam nahmen die Argentinier damit erfolgreich Revanche gegen den Erzrivalen aus Uruguay. Im Duell mit den Urus gab es vor der Copa-Rekordkulisse von 60.000 Zuschauern einen ungefährdeten 2:0-Erfolg. Auch in den 2 Begegnungen zuvor gab es souveräne argentinische Erfolge.
 Paraguay
Antonio Brunetti (Torwart), Francisco Aguirre (Olimpia Asunción), Delfín Benítez Cáceres (Libertad Asunción), Abdón Benítez-Casco, Eusebio Díaz (Guarani FC Asunción), Diógenes Domínguez (Olimpia Asunción), Romildo Etcheverry (Olimpia Asunción), Salvador Flores (Sol de América Asunción), Luis Fretes, Aurelio González (Olimpia Asunción), Lino Nessi (Club Libertad Asunción), Quiterio Olmedo (Nacional Asunción), Andrés Santacruz, Porfirio Sosa-Lagos, Pasiano Urbieta-Sosa, Ramón Viccini
Trainer: José Durand Laguna
Paraguay war die Überraschungsmannschaft des Turniers. Gleich zum Auftakt sorgten sie mit ihrem 3:0-Sieg gegen Olympiasieger Uruguay für eine Sensation. Danach gab es dann zwar eine glatte 1:4-Niederlage gegen Gastgeber Argentinien, aber nach dem überlegenen 5:0-Erfolg gegen Peru durfte man sich über die zweite Vizemeisterschaft bei der Copa freuen.
 Uruguay
Andrés Mazzali (Torwart, Nacional Montevideo), José Leandro Andrade (Nacional Montevideo), Pedro Arispe (Rampla Juniors FC), Juan Pedro Arremón (Peñarol Montevideo), Ramón Bucetta (Nacional Montevideo), Antonio Cámpolo (Peñarol Montevideo), Héctor Castro (Nacional Montevideo), José Pedro Cea (Nacional Montevideo), Lorenzo Fernández (Peñarol Montevideo), Roberto Figueroa (Montevideo Wanderers), Eduardo García (Sud América), Álvaro Gestido (Peñarol Montevideo), José Magallanes (Rampla Juniors FC), Ernesto Mascheroni (Olimpia), José Nasazzi (CA Bella Vista), Pedro Petrone (Nacional Montevideo), Conduelo Píriz (Nacional Montevideo), Héctor Scarone (Nacional Montevideo), Gildeón Silva (Peñarol Montevideo)
Trainer: Alberto Suppici
Uruguay erlebte als amtierender Olympiasieger und Turnierfavorit bei dieser Meisterschaft einen absoluten Fehlstart. Mit einem 0:3 gegen Paraguay hatte niemand gerechnet. Zwar konnte man anschließend durch ein 4:1 gegen Peru die Hoffnung auf den Turniersieg zunächst noch aufrechterhalten, doch im direkten Vergleich gegen den Rivalen Argentinien konnte man seine gute Bilanz bei der Copa América nicht fortsetzten und verlor glatt mit 0:2. Es war die bisher schwächste Südamerikameisterschaft für die Urus, deren Starspieler so langsam in die Jahre kamen.
 Peru
Jorge Pardón (Torwart, Atlético Chalaco), Eduardo Astengo (Universitario Lima), Juan Bulnes, Alberto Denegri (Universitario Lima), Plácido Galindo, Jorge Góngora (Universitario Lima), Augustín Lizarbe, Antonio Maquilón (Atlético Chalcao Callao), Rodolfo Ortega, Julio Ramírez, Miguel Rostaing, Alfonso Saldarriaga, Enrique Salas,
Trainer: Julio Borelli (Uruguay)
Peru hatte sich bei seiner zweiten Südamerikameisterschaft durchaus etwas mehr ausgerechnet. Wenn auch die Niederlagen gegen die „Großen“ Argentinien und Uruguay nicht unerwartet kamen, so hatte man doch gehofft, im Duell mit Paraguay punkten zu können. Dass gerade dieses Spiel mit 0:5 die höchste Turnierniederlage einbrachte, bedeutete für Peru eine herbe Enttäuschung.